# Procalpurnus semistriatus
Procalpurnus semistriatus is een slakkensoort uit de familie van de Ovulidae. De wetenschappelijke naam van de soort is voor het eerst geldig gepubliceerd in 1862 door Pease.